# Giải thưởng Làn Sóng Xanh 2018
Làn Sóng Xanh 2018 với phiên bản mới mang tên Next Step được tổ chức đêm Gala vào tối ngày 11 tháng 1 năm 2019. Giải thưởng bao gồm 14 hạng mục:
1. Nam/ Nữ ca sĩ của năm
2. Ca khúc của năm
3. MV của năm
4. Hòa âm phối khí
5. Gương mặt mới xuất sắc
6. Sự kết hợp xuất sắc
7. Ca sĩ đột phá
8. Bài hát hiện tượng
9. Top 10 ca khúc được yêu thích
10. Top 10 ca sĩ được yêu thích

Điều đặc biệt, Làn Sóng Xanh Next Step 2018 sẽ có thêm 2 giải thưởng đặc biệt trao cho chuỗi liveshow xuất sắc trong năm và giải truyền cảm hứng, giải thành tựu Làn Sóng Xanh và giải của hội đồng chuyên môn.

## Đề cử và chiến thắng

### Giải thưởng trên bảng xếp hạng Làn Sóng Xanh
| Hạng mục                          | Vinh danh |
| --------------------------------- | --- |
| Top 10 ca khúc được yêu thích     | Ca khúc Người lạ ơi – Nhạc sĩ Châu Đăng Khoa Ca khúc Chạm đáy nỗi đau – Nhạc sĩ Vương Quốc Tuân Ca khúc Chạy ngay đi - Nhạc sĩ Sơn Tùng M-TP Ca khúc Bùa yêu - Nhạc sĩ Phạm Thanh Hà & Nhạc sĩ Tiên Cookie Ca khúc Duyên mình lỡ - Nhạc sĩ Tú Dưa Ca khúc Tâm sự tuổi 30 – Nhạc sĩ Trịnh Thăng Bình & Chí Tâm Ca khúc Đã lỡ yêu em nhiều – Nhạc sĩ Justa Tee Ca khúc Kém duyên – Nhạc sĩ Hưng Nguyễn Ca khúc Tận cùng nỗi nhớ - Nhạc sĩ Andiez Nam Trương Ca khúc Có ai thương em như anh – Nhạc sĩ Bùi Công Nam |
| Top 10 ca sĩ được yêu thích       | Ca sĩ Erik Ca sĩ Isaac Ca sĩ Đông Nhi Ca sĩ Bích Phương Ca sĩ Soobin Hoàng Sơn Ca sĩ Hương Tràm Ca sĩ Tóc Tiên Ca sĩ Noo Phước Thịnh Ca sĩ Sơn Tùng M-TP Ca sĩ Vũ Cát Tường |
| Ca khúc được yêu thích trên radio | Ca khúc Chạm khẽ tim anh một chút thôi Nhạc sĩ Tăng Nhật Tuệ Ca sĩ Noo Phước Thịnh |

### Hạng mục chính
| Hạng mục                              | Hạng mục                              | Đề cử | Chiến thắng                                                    |
| ------------------------------------- | ------------------------------------- | --- | -------------------------------------------------------------- |
| Nam ca sĩ của năm                     | Nam ca sĩ của năm                     | Soobin Hoàng Sơn Noo Phước ThịnhIsaac Erik | Sơn Tùng M-TP                                                  |
| Nữ ca sĩ của năm                      | Nữ ca sĩ của năm                      | Vũ Cát Tường Đông Nhi Tóc Tiên Hương Tràm | Bích phương                                                    |
| Ca khúc của năm                       | Ca khúc của năm                       | Người lạ ơi - Châu Đăng Khoa & Superbrother - Orange & Karik Chạm đáy nỗi đau - Mr Siro - Erik Chạy ngay đi - Sơn Tùng M-TP Duyên mình lỡ - Tú Dưa - Hương Tràm | Bùa yêu - Phạm Thanh Hà & Tiên Cookie & Dương K - Bích Phương  |
| MV của năm                            | MV của năm                            | Những kẻ mộng mơ – Minh Anh Thằng điên – Khương Vũ Sống xa anh chẳng dễ dàng – Đinh Hà Uyên Thư Màu nước mắt – Đinh Hà Uyên Thư | Bùa yêu – TanDs Le                                             |
| Hòa âm phối khí                       | Hòa âm phối khí                       | Chạy ngay đi - Onionn Kém duyên – Masew Em mới là người yêu anh – Khắc Hưng Em không thể - Hoàng Touliver | Bùa yêu - Dương K                                              |
| Gương mặt mới xuất sắc                | Gương mặt mới xuất sắc                | Hiền Hồ Phùng Khánh Linh Nguyễn Trần Trung Quân Hoàng Yến Chibi | Orange                                                         |
| Sự kết hợp xuất sắc                   | Sự kết hợp xuất sắc                   | Hoàng Touliver & Tiên Tiên – Em không thể Superbrother & Orange – Người lạ ơi Justa Tee & ViruSs & Phương Ly – Thằng điên Hứa Kim Tuyền, Trần Dũng Khánh, Nguyễn Công Thành, Nguyễn Hải Minh Cơ, Jean Paul Blada, Nguyễn Hải Phong, Trúc Nhân – Người ta có thương mình đâu | Phạm Thanh Hà & Tiên Cookie & Dương K & Bích Phương – Bùa yêu  |
| Bài hát hiện tượng                    | Bài hát hiện tượng                    | Bùa yêu - Phạm Thanh Hà & Tiên Cookie & Dương K - Bích Phương Chạy ngay đi - Sơn Tùng Cùng Anh - Ngọc Dolil Hongkong1 – Nguyễn Trọng Tài & Sanji & Double X | Người lạ ơi - Châu Đăng Khoa & Superbrother - Orange & Karik   |
| Ca khúc nhạc phim được yêu thích nhất | Ca khúc nhạc phim được yêu thích nhất | Tâm sự tuổi 30 - Trịnh Thăng Bình (Nhạc phim Ông ngoại tuổi 30) Đừng xin lỗi nữa - Erik & Min (Nhạc phim Lala Hãy để em yêu anh) Cánh hoa tàn - Hương Tràm (Nhạc phim Mẹ chồng) Một ngày hay trăm năm - Văn Mai Hương (Nhạc phim 100 ngày bên em)                           | Nụ hôn đánh rơi - Hoàng Yến Chibi (Nhạc phim Tháng năm rực rỡ) |
| Chiến thắng                           |                                       | |                                                                |
| Giải thưởng đặc biệt                  | Chuỗi liveshow trong năm              | See Sing Share Concert - Hà Anh Tuấn | See Sing Share Concert - Hà Anh Tuấn                           |
| Giải thưởng đặc biệt                  | Truyền cảm hứng                       | Đàm Vĩnh Hưng | Đàm Vĩnh Hưng                                                  |
| Giải thành tựu Làn Sóng Xanh          | Giải thành tựu Làn Sóng Xanh          | Lam Trường, Phương Thanh | Lam Trường, Phương Thanh                                       |
| Giải của hội đồng chuyên môn          | Giải của hội đồng chuyên môn          | Bùi Lan Hương | Bùi Lan Hương                                                  |